# Vera Comployer
Vera Comployer, de son vrai nom Vera Gläser (née le 16 août 1896 à Klagenfurt, morte le 6 avril 1969 à Salzbourg) est une actrice autrichienne.

## Biographie
Elle commence en 1915 au théâtre à Graz puis se produit dans beaucoup de théâtres autrichiens et allemands, notamment le Stadttheater Innsbruck en 1931, le Münchner Volkstheater et le Neues Schauspielhaus de Königsberg. À partir de 1937, elle joue à Berlin, par exemple à la Volksbühne. Elle vient alors au cinéma et devient une actrice de figuration en particulier dans les productions avec un caractère folklorique.
Après la fin de la Seconde Guerre mondiale, elle retourne en Autriche et travaille de 1946 à 1965 principalement au Salzburger Landestheater. De même qu'au cinéma, elle joue surtout la « vieille folle ».

## Filmographie
- 1933 : Die blonde Christl (de)
- 1938 : Altes Herz geht auf die Reise
- 1939 : Umwege zum Glück
- 1939 : Mademoiselle
- 1939 : Die goldene Maske
- 1939 : Maria Ilona
- 1939 : Nuits de Vienne (de)
- 1939 : Éveil
- 1940 : Bal paré (de)
- 1940 : Aus erster Ehe
- 1940 : Links der Isar – rechts der Spree
- 1940 : L'Épreuve du temps
- 1940 : Das sündige Dorf (de)
- 1941 : Ins Grab kann man nichts mitnehmen
- 1941 : Friedemann Bach
- 1941 : Le Chemin de la liberté
- 1941 : Die Kellnerin Anna
- 1942 : Die Erbin vom Rosenhof
- 1943 : Le Foyer perdu
- 1943 : Le Chant de la métropole
- 1943 : Wildvogel
- 1950 : Die Kreuzlschreiber (de)
- 1952 : La Blanche Aventure (de)
- 1955 : Heimatland
- 1956 : Lügen haben hübsche Beine
- 1956 : Salzburger Geschichten
- 1957 : Vier Mädels aus der Wachau
- 1957 : Der Wilderer vom Silberwald
- 1958 : L'Auberge du Spessart
- 1958 : Résurrection
- 1960 : Gustav Adolfs Page (de)
- 1962 : Muß i denn zum Städtele hinaus (de)
- 1963 : Als ich noch der Waldbauernbub war
- 1963 : Allotria in Zell am See (de)
- 1963 : Erotikon – Karussell der Leidenschaften (de)
- 1964 : Die lustigen Weiber von Tirol (de)
- 1966 : Der Weibsteufel
- 1966 : Der Mörder mit dem Seidenschal
- 1968 : 'S Wiesenhendl